# D-8
La Dyrenkov-8 o D-8 era una autoblindo sovietica prodotta tra il 1932 e il 1934. Venne realizzata in soli 60 esemplari, venendo rapidamente sostituita dalla FAI. Entrambe le autoblindo erano assemblate presso gli stabilimenti Ižorskie Zavody, vicino a Leningrado.

## Progetto
Come risultato della notevole esperienza acquisita durante la guerra civile russa, i sovietici negli anni trenta mostrarono un grande interesse nello sviluppo di moderne autoblindo. Tuttavia, i loro sforzi iniziali furono lenti prima della ripartenza dell'industria automobilistica russa alla fine degli anni venti. I sovietici suddividevano le autoblindo in due classi: leggere e pesanti. Questa classificazione era basata più sull'armamento che sul peso effettivo: erano considerate leggere le blindo armate di mitragliatrici, pesanti quelle armate di cannoni da carro armato da 37-45 mm.
I primi progetti di autoblindo, quale la BA-27, erano basati sul telaio di autocarri. Come la BA-27, i progetti successivi furono sviluppati dalle Ižorskie Zavody di Kolpino ed erano basati sul telaio dell'automobile di nuova importazione Ford Model A e della sua copia sovietica GAZ-A. I telai della maggior parte delle blindo degli anni trenta furono costruiti dagli stabilimenti KIM di Mosca e GAZ di Nižnij Novgorod. Gli chassis venivano inviati presso le officine dei mezzi blindati (principalmente Ižorskie e la più piccola ma più antica Vyksinskij), dove avveniva l'assemblaggio degli scafi blindati. Prima del 1931, veniva usato il telaio di importazione Ford Timken, mentre la fornitura di tecnologie di produzione di serie da parte di Henry Ford nel 1931-1932 diede un importante impulso alla produzione locale, che forni telai già pronti per autoblindo leggere (Ford/GAZ-A e Ford/GAZ-AA) e pesanti (GAZ-AAA). Successivamente anche la Zavod imeni Stalina (ZiS) fornì telai 6×4 per una limitata produzione di autoblindo pesanti.
L'autoblindo D-8, progettata nel 1931 da Nikolaj Ivanovič Dyrenkov, era un mezzo relativamente leggero, privo di torretta. Il progetto era basato sul telaio dell'autovettura prodotta su licenza Ford Model A. Due mitragliatrici erano montate su piastre anteriori e posteriori, che non fornivano una protezione su 360°. Ulteriori due mitragliatrici ai lati dello scafo vennero previste sul prototipo ma non installate sui modelli di serie a causa della scarsità di spazio interno. Il mezzo aveva un equipaggio di due uomini seduti spalla contro spalla, in modo che l'uomo sul retro azionava la mitragliatrice in fuga. La D-8 venne rapidamente messa fuori produzione in favore della più pesante e meglio equipaggiata FAI.

## D-12
La Dyrenkov-12 o D-12 era ulteriore sviluppo della precedente D-8, basata sul telaio dell'autovettura GAZ-A, pensata per il supporto alla fanteria e la lotta antiaerea. Il vano di combattimento era a cielo aperto, con una mitragliatrice PM M1910 o DT calibro 7,62 mm montata su ralla. Una ulteriore mitragliatrice DT era montata sulla parte frontale dello scafo. Il prototipo originale prevedeva due affusti a sfera per DT sulle fiancate, aboliti sui mezzi di serie a causa dell'eccessivo armamento rispetto all'equipaggio e allo spazio disponibile a bordo.
La D-12 venne prodotta in parallelo alla D-8 nelle Ižorskie Zavody. Era 280 kg più pesante ma forniva prestazioni simili. Le prove finali furono effettuate alla fine del 1931 insieme a quelle della D-8. La D-12 venne accettata in servizio dall'Armata Rossa e venne prodotta in numero limitato dalla ZiS nel 1932. Le autoblindo prestarono servizio nei primi anni trenta e vennero osservate durante le parate nella Piazza Rossa. Alcuni esemplari rimasero in servizio durante la seconda guerra mondiale fino al 1941 ed alcune presero parte alla parata della vittoria in Mongolia nel 1945.

## Impiego operativo
Le D-8 vennero utilizzate per la prima volta dalle forze repubblicane durante la guerra civile spagnola. I mezzi erano stati forniti dall'Unione Sovietica nell'ambito di vasti aiuti militari. Le D-8 e le D-12 vennero primariamente utilizzate nel ruolo di ricognizione piuttosto che in combattimento. Una D-8 venne catturata e utilizzata dalle forze finlandesi durante la guerra d'inverno contro l'Armata Rossa.